# Argyll and Bute (circonscription du Parlement écossais)
Circonscription parlementaire du Parlement écossais
La circonscription d'Argyll and Bute est une circonscription électorale écossaise crée en 1999.

## Liste des députés
| Élection | Député          | Parti | Parti               |
| -------- | --------------- | ----- | ------------------- |
| 1999     | George Lyon     |       | Libéraux-démocrates |
| 2003     | George Lyon     |       | Libéraux-démocrates |
| 2007     | Jim Mather      |       | SNP                 |
| 2011     | Michael Russell |       | SNP                 |
| 2016     | Michael Russell |       | SNP                 |

## Résultats des deux candidats arrivés en tête
| Élection | Candidat arrivé 1er | Parti  | Parti               | Score          | Candidat arrivé 2e | Parti               | Parti               | Score  |
| -------- | ------------------- | ------ | ------------------- | -------------- | ------------------ | ------------------- | ------------------- | ------ |
| 1999     | George Lyon         |        | Libéraux-démocrates | 34,9 %         | Duncan Hamilton    |                     | SNP                 | 28,5 % |
| 2003     | George Lyon         | 35,1 % | Libéraux-démocrates | Dave Petrie    |                    | Conservateur        | 20,1 %              |        |
| 2007     | Jim Mather          |        | SNP                 | 34,5 %         | George Lyon        |                     | Libéraux-démocrates | 31,7 % |
| 2011     | Michael Russell     | 50,6 % | SNP                 | Jamie McGrigor |                    | Conservateur        | 18,3 %              |        |
| 2016     | Michael Russell     | 46,0 % | SNP                 | Alan Reid      |                    | Libéraux-démocrates | 25,7 %              |        |